# Блестящехвостые колибри
Блестящехвостые колибри (лат. Chalcostigma) — род птиц семейства колибри.

## Виды
Международный союз орнитологов относит к роду пять видов:
- Красногрудый блестящехвостый колибри Chalcostigma herrani (DeLattre & Bourcier, 1846)
- Бронзовый блестящехвостый колибри Chalcostigma heteropogon (Boissonneau, 1840)
- Оливковый блестящехвостый колибри Chalcostigma olivaceum (Lawrence, 1864)
- Красношапочный блестящехвостый колибри Chalcostigma ruficeps (Gould, 1846)
- Синеспинный блестящехвостый колибри Chalcostigma stanleyi (Bourcier, 1851)